# Gift of Love
Gift of Love är ett studioalbum från 1993 av den norska sångerskan Sissel Kyrkjebø.

## Låtlista
1. Fire In Your Heart
2. The Gift of Love
3. If
4. Breakaway
5. Need I Say More
6. Dream A Little Dream Of Me
7. Moonlight
8. Here, There And Everywhere
9. Miracle Song
10. Solitaire
11. Breaking Up Is Hard To Do
12. Calling You
13. More Like You

### Fotnoter
1. ↑  The official website of Oli Poulsen.